# Gabin Bernardeau
Gabin Bernardeau, né le 24 janvier 2006 au Mans, est un footballeur français qui évolue au poste de milieu offensif au OGC Nice.

## Biographie

### Carrière en club

#### Formations
Né au Mans, dans le département de la Sarthe, Gabin Bernardeau est formé par Le Mans FC, où il commence sa carrière professionnelle en Championnat National lors de la saison 2024-25, après s'être illustré avec la reserve en Regional 1 et les moins de 19 ans, comptant 4 buts et une passe décisive lors de leur parcours en Gambardella, éliminés en huitième de finale par les futurs vainqueurs de l'OM.

#### Débuts en pro avec Le Mans FC
Auteur de 4 buts et 9 passes décisives en 37 rencontres, il s'impose comme milieu de terrain titulaire au Mans,,, sa prise d'importance dans le collectif s'accompagnant d'une remontée au classement, le club terminant finalement vice-champion et promu en Ligue 2,,.
En mai 2025 il est nommé dans l'équipe type officielle de National, au coté de son coéquipier Vincent Burlet,.
Il est également protagoniste lors du parcours en Coupe de France, au Le Mans remporte ses six premières rencontres, avant de s'incliner 2-0 en huitième de finale contre le Paris Saint-Germain de Luis Enrique,.

#### OGC Nice (depuis 2025)
À l'été 2025, il rejoint l'OGC Nice en Ligue 1, alors que son contrat avec les Manceaux arrive à son terme,,.
Le 12 août 2025, il joue son premier match avec le club de Nice entrant en jeu lors du match de qualification à la Ligue des champions contre le Benfica Lisbonne, qui se termine par une défaite 2-0 à l'extérieur,.

## Palmarès
Le Mans FC
- Championnat National
  - Vice-champion en 2024-25